# Edgardo Franco
Edgardo Franco (* 27. September 1969 in Panama-Stadt), bekannter unter seinem Künstlernamen El General, ist ein panamaischer Musiker und DJ. Er gilt als einer der Pioniere der Musikrichtung Reggaeton.
Francos Künstlername El General gründet darauf, dass ihm zu Beginn seiner Karriere ein Freund nach Beendigung des Militärdienstes eine Marine-Uniform schenkte. Diese Uniform trug Franco fortan auf seinen Konzerten.

## Biografie
Der in einem ärmlichen und multikulturellen, besonders von karibischen Einflüssen geprägten Viertel namens Río Abajo aufgewachsene Franco begann schon im Alter von 12 Jahren, eigene Songs zu schreiben, in denen er das Alltagsleben in seiner Wohngegend thematisierte. 1985 wanderte er zu seiner Mutter in die USA aus und belegte dort seine letzten Schuljahre.
1988 nahm er das Schreiben von Songs wieder auf. Im selben Jahr wurde ein jamaikanischer Produzent auf ihn aufmerksam und bot ihm die Produktion einer Single an. Tu Pun Pun, ein Dancehall-Titel, wurde in der spanischsprachigen Szene der USA bald darauf ein Hit; der Titel ist bis heute in Lateinamerika in Diskotheken sehr populär. 1991 veröffentlichte El General sein Debütalbum Estas Buena, dessen Titelsong Te ves Buena zu einem seiner größten Hits wurde.
Im selben Jahr wurde er durch einen Titel des Jamaikaners Shabba Ranks namens Dem Bow zu einer Coverversion namens Son Bow inspiriert. Dies hatte weitreichende Folgen für seine musikalische Laufbahn, da der geradlinige Drumcomputer-Rhythmus dieses Titels, der bis heute den Reggaeton prägt, von nun an zur wichtigsten Basis seiner Songs wurde. Ebenfalls 1991 veröffentlichte er sein zweites Album Muevelo, das neben Son Bow auch einen Remix von Te Ves Buena enthielt.
Im Laufe der 90er Jahre veröffentlichte El General zahlreiche weitere Alben und entwickelte sich auch musikalisch weiter, indem er Elemente aus anderen Stilen, wie z. B. Samba und Merengue, in seine Musik integrierte. 1998 erschien sein erstes Best-Of-Album mit dem Namen Grandes Exitos. Zudem erhielt er zahlreiche Preise, unter anderem eine Grammy-Nominierung sowie 17 Platin- und 32 Goldene Schallplatten. Latinos A Ganar war zudem die Hymne der lateinamerikanischen Fußballmannschaften bei der Fußball-Weltmeisterschaft 1994.
2004 zog sich Franco von der Bühne zurück. Im Dezember 2016 erklärte er in der Online-Sendung JW Broadcasting, dass sein Wunsch, zu den Zeugen Jehovas zurückzukehren, ausschlaggebend für die Beendigung seiner Musikkarriere war. Er arbeitet heute als Produzent und Geschäftsmann (er betreibt das Label ARPA Music) und engagiert sich in seinem eigenen Sozialprojekt Niños Pobres Sin Fronteras (Arme Kinder ohne Grenzen) in seiner Heimatstadt, wo er auch als Moderator in einer Radiosendung für Kinder arbeitet.

## Diskografie (Auszug)

### Alben
- 1991: Estas Buena
- 1991: Muevelo con El General
- 1992: El Poder de El General
- 1995: Es Mundial
- 1995: Clubb 555
- 1997: Rapa Pan Pan
- 1997: Move it Up
- 2001: Is Back (US: Platin (Latin))[2]
- 2001: Back to the Original
- 2002: Juntos
- 2002: El General de Fiesta
- 2003: To Rap-Eao
- 2004: La Ficha Clave

### Singles
- 1995: Rica y apredita (US: ×7Siebenfachplatin (Latin) )